# Jehatlū
Jehatlū (persiska: جهتلو) är en ort i Iran.   Den ligger i provinsen Västazarbaijan, i den nordvästra delen av landet, 600 km väster om huvudstaden Teheran. Jehatlū ligger 1 354 meter över havet och antalet invånare är 609.
Terrängen runt Jehatlū är platt åt nordost, men åt sydväst är den kuperad.Runt Jehatlū är det ganska tätbefolkat, med 185 invånare per kvadratkilometer. Närmaste större samhälle är Urmia, 6,4 km sydost om Jehatlū. Runt Jehatlū är det i huvudsak tätbebyggt.